# نوفا زافانتينا
نوفا زافانتينا بلدية في ولاية ماتو جروسو في المنطقة الوسطى الغربية من البرازيل.